# Episodi di Orange Is the New Black (terza stagione)
La terza stagione della serie televisiva Orange Is the New Black è stata pubblicata sulla piattaforma statunitense on demand Netflix il 12 giugno 2015.
Gli episodi sono stati pubblicati in Italia sulla piattaforma on demand Mediaset Infinity il 13 giugno 2015, venendo poi trasmessi su Premium Stories dal 17 settembre 2015.
A partire da questa stagione Laura Prepon ritorna nel cast principale. In più, Selenis Leyva, Adrienne C. Moore, Dascha Polanco, Nick Sandow, Yael Stone e Samira Wiley entrano nel cast principale all'inizio della stagione. Natasha Lyonne riappare come guest star.
| n° | Titolo originale                   | Titolo italiano             | Pubblicazione USA | Pubblicazione Italia |
| -- | ---------------------------------- | --------------------------- | ----------------- | -------------------- |
| 1  | Mother's Day                       | Festa della mamma           | 12 giugno 2015    | 13 giugno 2015       |
| 2  | Bed Bugs and Beyond                | Cimici e altro              | 12 giugno 2015    | 13 giugno 2015       |
| 3  | Empathy Is a Boner Killer          | L'empatia uccide l'erezione | 12 giugno 2015    | 13 giugno 2015       |
| 4  | Finger in the Dyke                 | Dito nella fica             | 12 giugno 2015    | 13 giugno 2015       |
| 5  | Fake it Till You Fake it Some More | Contraffazioni              | 12 giugno 2015    | 13 giugno 2015       |
| 6  | Ching Chong Chang                  | Ching chong chang           | 12 giugno 2015    | 13 giugno 2015       |
| 7  | Tongue-Tied                        | Ammutoliti                  | 12 giugno 2015    | 13 giugno 2015       |
| 8  | Fear, and Other Smells             | Paura ed altri odori        | 12 giugno 2015    | 13 giugno 2015       |
| 9  | Where My Dreidel At                | Dov'è il mio dreidel?       | 12 giugno 2015    | 13 giugno 2015       |
| 10 | A Tittin' and a Hairin             | Tettine e peli              | 12 giugno 2015    | 13 giugno 2015       |
| 11 | We Can Be Heroes                   | Possiamo essere eroi        | 12 giugno 2015    | 13 giugno 2015       |
| 12 | Don't Make Me Come Back There      | Non farmi tornare lì        | 12 giugno 2015    | 13 giugno 2015       |
| 13 | Trust No Bitch                     | Non fidarti delle puttane   | 12 giugno 2015    | 13 giugno 2015       |

## Festa della mamma
- Titolo originale: Mother's Day
- Diretto da: Andrew McCarthy
- Scritto da: Jenji Kohan
- Personaggi in primo piano: Tiffany ''Pennsatucky'' Doggett, Sophia Burset, Nicole "Nicky" Nichols, e Sam Healy

### Trama
Doggett è chiamata a sostituire Morello in seguito alla fuga di Rosa Cisneros con il furgone della polizia; assieme alle agenti Maxwell e Bell, Doggett va a comprare qualcosa per organizzare la festa della mamma in prigione. Dimessa dall'infermeria, Red torna in prigione e, nonostante le iniziali proteste di Anita DeMarco, le è assegnato il letto dell'ormai scomparsa Miss Rosa. Tra le tante novità a Litchfield, vi è anche il ritorno di Alex Vause, ben presto riaccolta da Chapman. Inoltre, al posto dell'ex agente Fischer, arriva a Litchfield l'assistente personale di Caputo, Rogers. Nichols, con la scusa di controllare i guasti elettrici, continua a frequentare la lavanderia per tenere sotto controllo la partita di eroina: Boo la convince controvoglia a vendere l'intera partita a un compratore tramite il tunnel presente nella serra, inconsapevole del fatto che Red ha deciso di tombare l'unica via di fuga da Litchfield. Chapman sceglie di non rivelare a Vause d'aver avuto un ruolo decisivo nel nuovo arresto della donna, mentre Healy esclude nuovamente "Occhi pazzi" dalla festa. Tra le vicissitudini delle detenute, i figli e il marito di Red cercano di nasconderle il fatto che il negozio di famiglia è stato chiuso da tempo. La piccola Lucy Diaz, una delle figlie di Aleida, scompare, causando la fine della festa della mamma. Infine Yadriel, compagno di Maria Ruiz, le comunica che non porterà più la figlia in prigione.

#### Flashback
I flashback trattano le storie passate di Doggett, di Burset, di Washington, di Mendoza e del signor Healy, la cui madre era malata di mente.
- Guest stars: Jessica Pimentel (Maria Ruiz); Lea DeLaria (Big Boo); Marsha Stephanie Blake (Berdie Rogers); Kimiko Glenn (Brooke Soso); Laverne Cox (Sophia Burset); Vicky Jeudy (Janae Watson); Matt Peters (Joel Luschek); Constance Shulman (Yoga Jones); Tanya Wright (Crystal Burset); Julie Lake (Angie Rice); Laura Gómez (Blanca Flores); Diane Guerrero (Maritza Ramos); Jackie Cruz (Flaca Gonzales); Patricia Kalember (Marka Nichols); Beth Fowler (Jane Ingalls); Catherine Curtin (Wanda Bell); Annie Golden (Norma Romano); Michael Rainey Jr. (Michael Burset); Elizabeth Rodriguez (Aleida Diaz); Abigail Savage (Gina Murphy); Berto Colon (Cesar); Ian Paola (Yadriel)

## Cimici e altro
- Titolo originale: Bed Bugs and Beyond
- Diretto da: Constantine Makris
- Scritto da: Jim Danger Gray
- Personaggio in primo piano: John Bennett

### Trama
Marisol "Flaca" Gonzales e Maritza Ramos sono state punte dalle cimici del letto; si scopre così che l'intero carcere è infestato. Red è assegnata nuovamente con Chapman: la russa ha capito dal comportamento del marito che il negozio di famiglia era stato chiuso da tempo e che Chapman le aveva mentito. Aleida Diaz riceve la visita della madre di Mendez, alla quale richiede un pagamento mensile in cambio dell'adozione del bambino di Daya da parte della madre di Mendez. Al posto dei vestiti infestati dalle cimici, le detenute devono indossare una tuta di carta, mentre le lenzuola, i materassi e i cuscini sono radunati al centro delle stanze per poi essere bruciati. Arrivato in lavanderia per accendere un paio di ventilatori, Luschek si spoglia e consegna i suoi vestiti per lavarli, per poi riprendersi una bustina d'erba davanti alle detenute Taylor, Rice, Soso e Nichols. Nel bagno del "Ghetto", Chapman riesce a evitare che Vause, dopo aver insultato un'agente, vada in isolamento: Vause ancora non si capacita d'essere tornata in carcere. Mentre Bennett chiede a Daya di sposarlo, Luschek accetta la proposta di Nichols, ovvero trasportare e vendere la sua partita di eroina. Successivamente, in mensa, Chapman rivela a Vause d'esser stata lei, tramite Polly, a contattare il suo agente di sorveglianza per dirgli che Vause aveva violato la condizionale, ma Piper non si aspetta la prevedibile reazione sconvolta di Alex. Durante un incontro per la revisione del budget della prigione, Caputo è informato della imminente chiusura di Litchfield, che avverrà tra due mesi. Bennett va a trovare la famiglia Diaz: scopre così che Cesar ha tradito Aleida con una donna da cui ha avuto un altro figlio e che i fratellini di Dayanara vivono in pessime condizioni, abbandonati a loro stessi e minacciati con una pistola in caso di disobbedienza. Cesar decide di regalare a Bennett un lettino per il bambino che sta per avere con Daya, ma nel tragitto per tornare a casa, la guardia carceraria, dopo qualche attimo di esitazione, abbandona il lettino in mezzo alla strada.

#### Flashback
Il flashback ripercorre la storia di Bennett quand'era un caporale dell'esercito statunitense in Afghanistan.
- Special guest star: Mary Steenburgen (Delia Powell)
- Guest stars: Jessica Pimentel (Maria Ruiz); Matt McGorry (John Bennett); Conor Donovan (Kane); Elizabeth Rodriguez (Aleida Diaz); Emma Myles (Leanne Taylor); Vicky Jeudy (Janae Watson); Lea DeLaria (Big Boo); Nicholas Daniel Gonzalez (Emiliano); Karina Ortiz (Margarita); Jackie Cruz (Flaca Gonzales); Matt Peters (Joel Luschek); Diane Guerrero (Maritza Ramos); Annie Golden (Norma Romano); Catherine Curtin (Wanda Bell); Berto Colon (Cesar)

## L'empatia uccide l'erezione
- Titolo originale: Empathy Is a Boner Killer
- Diretto da: Michael Trim
- Scritto da: Nick Jones
- Detenuta in primo piano: Nicole "Nicky" Nichols

### Trama
Luschek sveglia Nichols per continuare a trattare la partita di eroina: Luschek ha trovato un compratore, ma Nichols e Boo si sono fatte rubare la droga. Una guardia carceraria, Ford, è riuscito a scoprire che il carcere sta per chiudere e che quindi rischia il licenziamento: decide allora d'informare anche i colleghi. L'assistente di Caputo, Rogers, organizza un corso di teatro all'interno della prigione, ottenendo consensi. Grazie ad una improvvisazione ,messa in scena al corso, Alex e Piper fanno pace. Nichols torna quindi in lavanderia: è stata lei stessa a rubare l'eroina, decidendo di nascondere le buste dentro una lampada sul soffitto. Mentre Taylor e Rice sono in lavanderia, la lampada non riesce a reggere il peso dell'eroina, che cade e viene trovata dalle due detenute. Boo raggiunge Nichols, che ammette di aver rubato la droga a Boo e la raggira nuovamente grazie alla psicologia inversa. Nichols nota che Rice e Taylor sono strafatte, torna a controllare il nascondiglio dell'eroina e ha la conferma che la partita è stata presa dalle due: sceglie di confessare il tutto a Luschek per farsi aiutare; quest'ultimo, inizialmente restio, dà fiducia a Nichols. Per non far chiudere il penitenziario, Caputo ricatta la Figueroa attraverso il marito, un senatore. Nel frattempo, Red continua il suo lavoro di traduttrice tra il signor Haely e sua moglie. Luschek va alla ricerca di Rice e Taylor, trovandole ancora strafatte di eroina nella lavanderia: la guardia sequestra le buste di droga. Tornato al suo ufficio nel laboratorio elettrico, Luschek, di comune accordo con Nichols, decide di tagliare fuori Boo dall'affare. Rice e Taylor denunciano Luschek all'agente Ford: di conseguenza, Caputo, dopo aver ammesso agli agenti che Litchfield chiuderà, effettua una perquisizione nel laboratorio elettrico in seguito alla soffiata di Rice e Taylor; inizialmente sicuro di sé, anche perché ha appena venduto tutta la sua partita al compratore, Luschek cede quando in un cassetto della sua scrivania viene trovata una bustina di eroina, cominciando ad accusare la detenuta Nichols. Caputo decide di fidarsi di Luschek, optando per trasferire la Nichols in un istituto di massima sicurezza.

#### Flashback
Viene ripercorsa la storia di Nichols, arrivata in prigione dopo aver fatto un incidente d'auto con un taxi rubato pochi secondi prima. La giovane Nichols esce di prigione su cauzione (pagata dai genitori), ma i suoi due amici, finita dietro le sbarre a causa sua, sono ancora dentro. Nichols è arrestata anche per un secondo tentativo di furto, durante il quale viene trovata in possesso di droga: il suo avvocato patteggia una pena detentiva di 10 anni.
- Guest stars: Yvette Freeman (Irma); Laura Gómez (Blanca Flores); Alysia Reiner (Natalie Figueroa); Patricia Kalember (Marka Nichols); Jackie Cruz (Flaca Gonzales); Jessica Pimentel (Maria Ruiz); Beth Fowler (Jane Ingalls); Kimiko Glenn (Brooke Soso); Marsha Stephanie Blake (Berdie Rogers); Diane Guerrero (Maritza Ramos); Lea DeLaria (Big Boo); Abigail Savage (Gina Murphy); Dale Soules (Freida); Catherine Curtin (Wanda Bell); Emily Althaus (Maureen Kukudio); Sanja Danilovic (Katya); Peter Rini (Jason Figueroa); Annie Golden (Norma Romano); Matt Peters (Joel Luschek); Laura Ramadei (Jade); Lucas Kavner (Jason)

## Dito nella fica
- Titolo originale: Finger in the Dyke
- Diretto da: Constantine Makris
- Scritto da: Lauren Morelli
- Detenuta in primo piano: Carrie "Big Boo" Black

### Trama
A Litchfield arrivano i federali della MCC per valutare la possibilità di gestire la prigione. Le ragazze nere cominciano a mal sopportare Suzanne, perché questa continua a pensare costantemente a Vee, disturbando anche il sonno delle detenute del suo blocco. Morello va in crisi in seguito al trasferimento di Nichols, mentre per le altre ragazze la vita continua tranquillamente. Il rapporto tra Healy e Red diventa più stretto dopo che quest'ultima parla bene di lui alla moglie Katya. Chapman e Vause tornano insieme. Grazie a Pennsatucky, Boo riesce ad avere un colloquio con un reverendo per ottenere dei fondi per lo spaccio, fingendo di essere "guarita" dalla sua omosessualità grazie alla preghiera, ma la conversazione termina con l'allontanamento forzato di Boo dopo che il reverendo le chiede di togliere i tatuaggi. Dayanara accetta il fatto che Bennett sia scappato. Quando la visita dei federali sembra sia stata un insuccesso, Pearson comunica a Caputo che il penitenziario verrà gestito dalla MCC.

#### Flashback
Il flashback ripercorre la storia di Boo e del suo rapporto difficile con la madre, che non ha mai accettato la sua omosessualità.
- Guest stars: Mike Birbiglia (Danny Pearson); Lea DeLaria (Big Boo); Vicky Jeudy (Janae Watson); Olga Merediz (Lourdes); Diane Guerrero (Maritza Ramos); Kimiko Glenn (Brooke Soso); Kevin Carolan (Mr. Black); Laverne Cox (Sophia Burset); Blair Brown (Judy King); Jackie Cruz (Flaca Gonzales); Matt Peters (Joel Luschek); Tyler Alverez (Benny Mendoza); Annie Golden (Norma Romano); Catherine Curtin (Wanda Bell); Tracee Chimo (Neri Feldman); Deborah Rush (Carol Chapman); Beth Fowler (Jane Ingalls); Michael Chernus (Cal Chapman); Abigail Savage (Gina Murphy); Michael Bryan French (Jack Pearson); Madison McKinley (Rachel); Michael McKenzie (Robert Jones); Vanessa Kai (Elizabeth Wilkinson)

## Contraffazioni
- Titolo originale: Fake It Till You Fake It Some More
- Diretto da: Nicole Holofcener
- Scritto da: Tara Herrmann
- Detenuta in primo piano: Marisol "Flaca" Gonzales

### Trama
Nella prigione gira la notizia di un nuovo lavoro per conto della MCC in cui le detenute vengono pagate di più. Mendoza chiede alle proprie aiutanti in cucina di non partecipare al test per poter ottenere un posto. Mendoza trova le uova sparite usate nei rituali nel dormitorio di Norma, che intanto ha iniziato a praticare la Santeria, cosa che non va giù a Gloria, perché non è latina. Durante il test le detenute devono rispondere a delle domande vero/falso sui loro pensieri e sentimenti. Flaca e Blanca, nonostante il divieto di Mendoza, partecipano al test, ma Flaca viene cacciata dalla sala per aver parlato durante la prova. La madre di Mendez incontra Dayanara per discutere del futuro del neonato. Poussey scopre che qualcuno ha rubato il suo punch e Taystee la convince che sia colpa di uno scoiattolo. Red rivela di aver flirtato con Healy solo per poter riottenere il suo posto in cucina e lui, deluso, si rifiuta di aiutarla. Flaca si reca in cucina per comunicare a Mendoza che ha ottenuto il posto. Viene rivelato il nuovo lavoro: si tratta di cucire biancheria intima, sorprendentemente simile a quello che Flaca eseguiva con sua madre.

#### Flashback
Il flashback ripercorre la storia di Flaca, che aiutava la mamma nei lavori di sartoria, e di come sia stata arrestata dopo il suicidio di un compagno di scuola a cui aveva venduto dei finti acidi.
- Special guest star: Mary Steenburgen (Delia Powell)
- Guest stars: Jackie Cruz (Flaca Gonzales); Mike Birbiglia (Danny Pearson); Dale Soules (Freida); Berto Colon (Cesar); Myrna Cabello (Theresa); Kareen Valero (Cat); Lea DeLaria (Big Boo); Marsha Stephanie Blake (Berdie Rogers); Catherine Curtin (Wanda Bell); Annie Golden (Norma Romano); Diane Guerrero (Maritza Ramos); Emma Myles (Leanne Taylor); Constance Shulman (Yoga Jones); Julie Lake (Angie Rice); Jessica Pimentel (Maria Ruiz); Vicky Jeudy (Janae Watson); Pico Alexander (Ian); Alexander Flores (Arthuro)

## Ching Chong Chang
- Titolo originale: Ching Chong Chang
- Scritto da: Sara Hess
- Diretto da: Anthony Hemingway
- Detenuta in primo piano: Mei Chang

### Trama
Al Litchfield arrivano delle nuove detenute, tra cui Lolly, che Chapman ha conosciuto nel penitenziario di Chicago e che indispone Mendoza con la richiesta di cibo kosher.
Caputo è alla ricerca di nuovo personale per il penitenziario, causando l'indignazione degli agenti del Litchfield, il cui contratto è stato mutato in part-time, con riduzione dello stipendio e revoca dell'assicurazione sanitaria.
Durante il suo nuovo lavoro nella sartoria, Piper conosce Stella Carlin, una detenuta che inizia a flirtare con lei. Si scopre che Judy King, conduttrice di un popolare programma di cucina, è stata arrestata per evasione fiscale e Poussey, sua grande fan, si augura che venga internata al Litchfield. Lorna intanto, per non pensare a Nicky, sta incontrando degli uomini grazie ad un programma di "amici di penna". Healy, nonostante sia rimasto deluso dal comportamento di Red, convince Caputo a farla riammettere in cucina, anche se al servizio di Gloria.

#### Flashback
Viene raccontata la storia di Chang, che aiutava suo fratello con lo spaccio di sostanze illegali utilizzate nella medicina tradizionale cinese. Unica donna del gruppo, grazie al suo coraggio e alla sua prontezza di riflessi riesce a guadagnarsi la fiducia dei complici di suo fratello. Dopo aver salvato la vita ad uno di loro, lo convince ad uccidere un uomo che aveva rifiutato un matrimonio combinato con lei, ritenendola troppo brutta e rozza per diventare sua moglie.

## Ammutoliti
- Titolo originale: Tongue - Tied
- Scritto da: Sian Heder
- Diretto da: Julie Anne Robinson
- Detenuta in primo piano: Norma Romano

### Trama
Piper e Alex hanno l'idea di vendere online mutandine usate dalle detenute fatte con i materiali avanzati dalla produzione della biancheria Whisper. Norma sente la mancanza delle sue sedute di santeria. Maritza si taglia un dito in cucina mentre Mendoza è ad un colloquio con il figlio Benny e Caputo la ritiene responsabile; la donna, già esasperata per il pessimo comportamento di suo figlio, si dimette dall'incarico di capocuoca. Red ritorna quindi a capo della cucina, anche se con poteri ridotti. Dayanara si interroga su quale possa essere il migliore futuro per il figlio, mentre la madre sembra spingerla verso una soluzione che privilegi la sicurezza economica.

#### Flashback
Viene ripercorsa la storia di Norma, arrestata per aver ucciso il capo di una comune hippy, che l'aveva vessata per anni. Si scopre anche che la donna non è muta, ma che si rifiuta di parlare perché fortemente balbuziente, difetto che scompare del tutto quanto canta.

## Paura ed altri odori
- Titolo originale: Fear, And Other Smells
- Diretto da: Mark A. Burley
- Scritto da: Nick Jones
- Detenuta in primo piano: Alex Vause

Il nuovo cibo della prigione desta disgusto tra tutte le detenute, così Piper compra tutte le spezie della prigione per avviare un mercato interno a prezzi maggiorati. Inoltre Yoga Jones e Big Boo si dicono disposte ad aiutarla per il commercio di mutandine, reso possibile grazie ad una guardia inesperta e al fratello di Piper, Cal. Red vuole ritirarsi dalla cucina ma trova l'opposizione di Healy, che le dice di aver faticato molto per farle avere quel posto e che non farà marcia indietro. Suzanne continua il suo manoscritto che ormai ha appassionato tutte le detenute. Taystee cerca in tutti i modi di far capire a Poussey che ha un problema con l'alcool. Dayanara dopo aver riflettuto decide di raccontare la verità alla madre di Pornobaffo e di tenersi il bambino, nonostante la madre sia contraria. Pennsatucky si invaghisce di una nuova guardia, Charlie Coates soprannominato Donuts. Caputo comincia a diffidare di Danny. Lolly si comporta stranamente nei confronti di Alex.

### Flashback
Vengono mostrati alcuni episodi della vita di Alex quando lavorava per Kubra, che sottolineano quanto quest'ultimo sia vendicativo.

## Dov'è il mio dreidel?
- Titolo originale: Where My Dreidel At?
- Diretto da: Andrew McCarthy
- Scritto da: Jordan Harrison
- Detenuta in primo piano: Leanne Taylor

### Trama
Nella prigione di Litchfield arriva Tatelbaum, un rabbino che dovrà stabilire chi è davvero di fede ebraica e quindi ha diritto a richiedere i pasti kosher. Dato che, ultimamente, il cibo della mensa è di qualità davvero scadente, in molte tentano con ogni mezzo di farsi passare per ebree, pur non essendolo affatto. Nel frattempo, Leanne e le altre "adepte" di Norma si riuniscono per stabilire le regole della loro nuova religione; ma Leanne sembra fin troppo interessata a far sì che il loro credo venga riconosciuto ufficialmente. Suzanne, intanto, si gode il grande successo che il suo libro sta riscuotendo tra le detenute. Frattanto, Piper viene a sapere da Cal che la vendita della sua prima partita di mutandine è andata benissimo e che le prospettive di guadagno sono molto alte. La notizia la esalta, ma non potendo condividere appieno la sua gioia con Alex, distratta dalla paura di poter essere uccisa da Lolly, decide di far amicizia con Stella che, con la sua sfacciata sensualità, riesce a conquistarla scambiandosi un bacio appassionato.

#### Flashback
Viene raccontata la storia di Leanne, proveniente da una comunità Amish.
Durante il Rumspringa, Leanne e i suoi amici bevono e assumono droghe discutendo del fatto che secondo loro questa è la vita vera e non quella che conducevano nella comunità Amish. Il mattino seguente Leanne indossa abiti Amish e mette in uno zaino quelli della sera prima assieme ai suoi documenti e a della metanfetamina. Più tardi Leanne si ricongiunge con i genitori i quali la fanno battezzare per entrare ufficialmente nella comunità. Purtroppo irrompe la polizia che ha trovato lo zaino di Leanne e, invece di mandarla in prigione, vogliono che collabori al fine di aiutarli a far arrestare i suoi amici. Dopo aver compiuto la missione Leanne viene emarginata dalla chiesa e dalle altre famiglie ritenendola responsabile dell'arresto dei loro figli. Una notte Leanne, ancora sconvolta per quello che ha fatto esce silenziosamente di casa e lascia per sempre la comunità.

## Tettine e peli
- Titolo originale: A Tittin' and a Hairin
- Diretto da: Jesse Peretz
- Scritto da: Lauren Morelli
- Detenuta in primo piano: Tiffany ''Pennsatucky'' Doggett

### Trama
Una detenuta, Maureen, si avvicina sentimentalmente a Suzanne la quale, sentendosi a disagio, confida a Morello di essere ancora vergine e molto confusa a proposito del sesso. Intanto la madre di Mendez fa visita al figlio in prigione, ancora sconvolto e traumatizzato, e gli rivela che in realtà non è il padre del figlio di Dayanara ma lui rifiuta di crederci. Più tardi la madre di Mendez fa visita a Daya e le dice che è intenzionata ad adottare lo stesso il bambino e alla fine Daya accetta la proposta. Nel frattempo continuano i litigi tra Sophia e Mendoza a proposito del comportamento dei loro figli e alla fine finiscono col picchiarsi in bagno. Alex, sempre più convinta che Lolly voglia ucciderla, attacca la donna nel bagno ma si rende presto conto che Lolly è solo molto paranoica e disturbata e non ha intenzione di ucciderla. Intanto Coates è costretto a raffreddare i rapporti con Pennsatucky in quanto rischierebbe di perdere il lavoro; Dogget però non accetta la giustificazione e Coates in un momento di rabbia la stupra nel van della prigione.

#### Flashback
Vengono mostrati alcuni avvenimenti della storia di Pennsatucky, a cui la madre non ha mai insegnato ad avere rispetto del proprio corpo e che, durante l'adolescenza, offriva rapporti sessuali in cambio di bevande.

## Possiamo essere eroi
- Titolo originale: We Can Be Heroes
- Diretto da: Phil Abraham
- Scritto da: Sian Heder
- Personaggio in primo piano: Joe Caputo

### Trama
La detenuta Rice viene rilasciata per errore, perché scambiata con un'altra che doveva uscire il giorno stesso. Nel mentre, però, Alex diventa una collaboratrice di Lolly. Piper non è sicura di voler continuare la sua storia con Vause perché scopre di essere innamorata di Stella ma successivamente è proprio Alex a chiudere la relazione tra loro due. Il commercio di "mutandine sporche" viene rimodificato perché le detenute vogliono lavorare in cambio di soldi così Piper e Stella trovano subito un nuovo metodo per commerciare. Soso viene emarginata dal "gruppo di Norma" perché si crede superiore a loro. Caputo va a prendere la detenuta Rice alla stazione degli autobus per riportarla a Litchfield.

#### Flashback
Viene raccontata la storia di Caputo e di come abbia iniziato a lavorare in carcere per mantenere la donna di cui era innamorato e che era incinta del bambino di un altro uomo.

## Non farmi tornare lì
- Titolo originale: Don't Make Me Come Back There
- Diretto da: Uta Briesewitz
- Scritto da: Sara Hess
- Detenute in primo piano: Dayanara e Aleida Diaz

### Trama
Dayanara partorisce la bambina e Aleida fa credere alla madre di Mendez che Daya abbia partorito un bambino morto, così che lei possa tenerlo. Red organizza una cena tra alcune delle detenute. Nel frattempo però Sophia viene picchiata all'interno del suo negozio e scopre nuovamente di non essere accettata dalla maggior parte delle sue compagne. Big Boo, per rivendicare gli stupri arrecati a Pennsatucky decide di far addormentare la guardia con del sedativo per cani, con l'idea di fargli del male. Pennsatucky poi deciderà di fermarla in quanto non cerca vendetta per quello che le ha fatto ma è solamente triste. Poussey trova Soso priva di coscienza in biblioteca per via di un'assunzione eccessiva di farmaci. Piper si innamora di Stella e le chiede di diventare sua partner, ma poi scopre che Stella dovrà uscire a breve. Infine Sophia viene chiusa in isolamento dagli agenti, che affermano di agire per la sua protezione.

#### Flashback
Viene raccontata la storia dell'infanzia di Dayanara, trascurata da sua madre.

## Non fidarti delle puttane
- Titolo originale: Trust No Bitch
- Diretto da: Phil Abraham
- Scritto da: Jim Danger Gray & Jenji Kohan
- Detenute in primo piano: "vengono mostrati dei flash back della giovinezza di alcune detenute"

### Trama
L'episodio si apre con la scena in cui Poussey trova Soso apparentemente morta nella biblioteca, ma poi riesce a scoprire che ha perso conoscenza a causa delle pillole antidepressive consigliate da Healy nell'episodio precedente. Piper e Stella continuano la loro storia quando improvvisamente Piper si accorge che qualcuno le ha rubato i soldi che teneva nel cellulare nascosto nella biblioteca. Subito da' la colpa a Flaca, ma poi scopre che è stata proprio Stella. Per vendicarsi le nasconde degli oggetti di contrabbando nel suo letto. Lorna Morello chiede al ragazzo che frequenta di sposarla e, dopo aver confermato la proposta, la cattolica della prigione esegue il matrimonio. Caputo riesce ad ottenere la promozione con aumento di paga ma questo fa sì che il suo personale si licenzi e perda fiducia in lui. Si ha una definitiva separazione tra Healy e sua moglie, poiché lei si sente "in gabbia" e decide di sua spontanea volontà di andare a vivere con sua madre in un appartamento. Il gruppo di Norma finisce per dividersi completamente dopo l'accaduto di Soso. Tra Dayanara e sua mamma si ristabilisce un rapporto normale madre-figlia e tra Healy e Red si ha una certa intimità. Cindy si converte definitivamente all'ebraismo e nella parte finale viene svolto il suo battesimo nel lago appena di fronte alla prigione, dove le detenute sono "scappate" vedendo la recinzione del campo aperta.